# Federação Tunisiana de Voleibol
A Federação Tunisiana de Voleibol  (em francêsːFédération Tunisienne de Volley-Ball,FTVB) é  uma organização fundada em 1956 que governa a pratica de voleibol no Tunísia, sendo membro da Federação Internacional de Voleibol e da Confederação Africana de Voleibol, a entidade é responsável por  organizar  os campeonatos nacionais de  voleibol masculino e feminino no país.

## Presidentas
| Presidenta            | De   | Para |
| --------------------- | ---- | ---- |
| Mohammed Ben Sliman   | 1956 | 1956 |
| Zine El Abidine Doagi | 1957 | 1965 |
| Ahmed Belkhouja       | 1966 | 1970 |
| Noureddine Skandrani  | 1971 | 1978 |
| Adel Boussarsar       | 1979 | 1980 |
| Chedly Zouiten        | 1981 | 1988 |
| Béchir Kdous          | 1989 | 1994 |
| Mohammed Ali Farah    | 1997 | 1998 |
| Béchir Louzir         | 1998 | 2006 |
| Slim Ben Youssef      | 2006 | 2009 |
| Mounir Ben Slimene    | 2009 | 2016 |
| Firas El Faleh        | 2016 | 2021 |
| Mohsen Ben taleb      | 2021 | 2023 |
| Mounir Ben Slimene    | 2023 | 2024 |
| Abdelmajid Jrad       | 2024 | 2028 |